# Nesreča v Gudauriju
Nesreča v Gudauriju je bila množična zastrupitev 14. decembra 2024 v gruzijskem smučarskem središču Gudauri, kjer je umrlo 12 oseb zaradi zastrupitve z ogljikovim monoksidom. To je bila doslej najhujša nesreča v regiji po helikopterski nesreči leta 2022, kjer je umrlo osem oseb.

## Ozadje
Gudauri ima priljubljena smučišča, ki so zaščitena pred plazovi. Cene so nizke. Leta 2023 je bilo 300 tisoč obiskovalcev. Kljub temu se velikokrat zgodijo nesreče s smrtnim izidom.
V Gudauriju je bila indijska restavracija Havel, kjer so delovali večinoma indijski uslužbenci. Restavracija je bila v stavbi v prvem nadstropju, medtem ko so imeli delavci prenočišča v drugem nadstropju.

## Nesreča
Dan pred nesrečo je bil vihar v Gudauriju, ki je povzročil izpad elektrike. Da bi lahko ogrevali prenočišča, so postavili električne generatorje na kurilno olje v zaprt prostor blizu sob. Zaradi tega je nastal ogljikov monoksid, ki je brezbarven in tudi brez vonja.
Žrtve so pozneje čutile slabost od ogljikovega monoksida in niso mogle zbežati. Drugi dan je lastnik restavracije odkril trupla.
Gruzijska policija trenutno ni našla dokaza, ki bi nakazovala na storilca kot tretjo osebo.

## Žrtve
V nesreči je preminilo 12 ljudi, ki so bili vsi delavci v restavraciji. Enajst jih je imelo indijsko državljanstvo, ena oseba pa je bila 25-letna Gruzijka, ki je bila natakarica v restavraciji. Indijski državljani so bili po rodu iz Pandžaba.

## Posledice
Nesreča je zelo vzburila gruzijsko in tudi mednarodno javno mnenje. Mnogo jih predpostavlja malomarnost kot vzrok množične nesreče. Gruzijski politiki in uradniki so predlagali, naj vlada zaostri predpise o rabi električnih generatorjev.